# Mahāsattva
Un mahāsattva (literalmente 'gran ser') es un gran bodhisattva que ha practicado el budismo durante largo tiempo y ha alcanzado un nivel muy alto en el camino hacia el despertar (bodhi). Por lo general, el término se refiere a bodhisattvas que han alcanzado al menos el séptimo de los diez bhumis (niveles de logro en el camino a la iluminación). La transcripción de mahāsattva en chino es móhé-sāduò (摩诃 萨 埵), a menudo simplificada como móhésà (摩诃 萨, en japonés: makasatsu). El término también se calca como dàshì (大 士, "gran ser", en japonés: daishi).
Los ocho mahāsattvas más famosos son Manjuśhrī, Samantabhadra, Avalokiteshvara, Mahāsthāmaprāpta, Akasagarbha, Kṣitigarbha, Maitreya y Sarvanivarana-Vishkambhin. 